# La contessa di Hong Kong
La contessa di Hong Kong (A Countess from Hong Kong) è un film del 1967 scritto, diretto, ideato, co-prodotto e musicato da Charlie Chaplin, e interpretato da Marlon Brando e Sophia Loren. È l'unico film a colori del regista britannico, nonché l’ultima pellicola da lui diretta.

## Trama
Il ricco diplomatico statunitense Ogden Mears è in viaggio per mare a bordo di un piroscafo di lusso verso gli Stati Uniti. Ogden ha in corso una procedura di divorzio dalla moglie Martha ed inoltre attende da Washington la sua nomina a ministro degli esteri.
Durante uno scalo ad Hong Kong l'uomo conosce casualmente l'affascinante contessa Natasha Alexandroff, una profuga russa di nobile origine costretta all'esilio per le vicende rivoluzionarie della sua madre patria.
Tornato a bordo e lasciata Hong Kong, Ogden scopre con sorpresa la contessa nascosta nell'armadio della sua cabina. La donna gli spiega che vuole fuggire negli Stati Uniti ad ogni costo e, nonostante non sia in possesso di un passaporto, pur di raggiungere il suo scopo è disposta risolutamente a sfruttare la situazione a danno del diplomatico.
Ogden per timore di uno scandalo, per proteggere la propria carriera e la sua reputazione, cerca di combinare un matrimonio fittizio tra il suo maggiordomo Hudson e Natasha, per soddisfare la richiesta della donna permettendogli così di divenire cittadina americana; nello stesso tempo, a complicare la situazione, gli viene recapitata la notizia che un altro diplomatico è stato nominato ministro degli esteri al suo posto.
La situazione prende però una piega inaspettata poiché Ogden, dapprima infastidito e irritato per la presenza della contessa nella sua cabina, ricambiato, si innamora della donna.
Nel frattempo la nave fa scalo alle Hawaii dove il diplomatico viene raggiunto dalla moglie, che gli spiega che un divorzio danneggerebbe la sua carriera, contemporaneamente Natasha, conscia della situazione, abbandona in lacrime furtivamente la nave.
Stanco di una vita convenzionale e oppresso dalla presenza ossessiva di Martha, Ogden decide di abbandonare la carriera politica ed il matrimonio, sbarca dalla nave e raggiunge la donna che ama per legarsi per sempre a lei.

## Produzione
Girato nove anni dopo Un re a New York, è l'ultimo film di Chaplin e anche l'unico a colori, con un cast di tutto rispetto: Marlon Brando e Sophia Loren, nel ruolo di protagonisti, oltre a Sydney Chaplin, Tippi Hedren e Margaret Rutherford.
Secondo le cronache la lavorazione è stata molto difficile: se infatti la protagonista Sophia Loren è stata sempre puntuale e preparata ad ogni ciak, il protagonista Marlon Brando era sempre in ritardo e spesso non aveva letto nemmeno una riga del copione. Questa situazione ha influito negativamente sulla riuscita del film.

### Cameo
Charlie Chaplin, protagonista di quasi tutti i suoi film, recita qui solo una piccola parte: il capo steward che si sente male mentre la nave è in alto mare.

## Distribuzione
Il film è uscito nelle sale cinematografiche statunitensi il 5 gennaio 1967, mentre in Italia per il 1º febbraio dello stesso anno.

## Accoglienza

### Critica
Il film fu accolto negativamente sia dalla critica che dal pubblico ed indubbiamente è un'opera minore del grande regista inglese.